# Schizolachnus flocculosus
Schizolachnus flocculosus är en insektsart som först beskrevs av Williams, T.A. 1911.  Schizolachnus flocculosus ingår i släktet Schizolachnus och familjen långrörsbladlöss. Inga underarter finns listade i Catalogue of Life.